# هر کسی (برگشت بک‌استریت)
«هر کسی (برگشت بک‌استریت)» (به انگلیسی: Everybody (Backstreet's Back)) تک‌آهنگی از گروه موسیقی پاپ بک‌استریت بویز است.